# Butch y femme

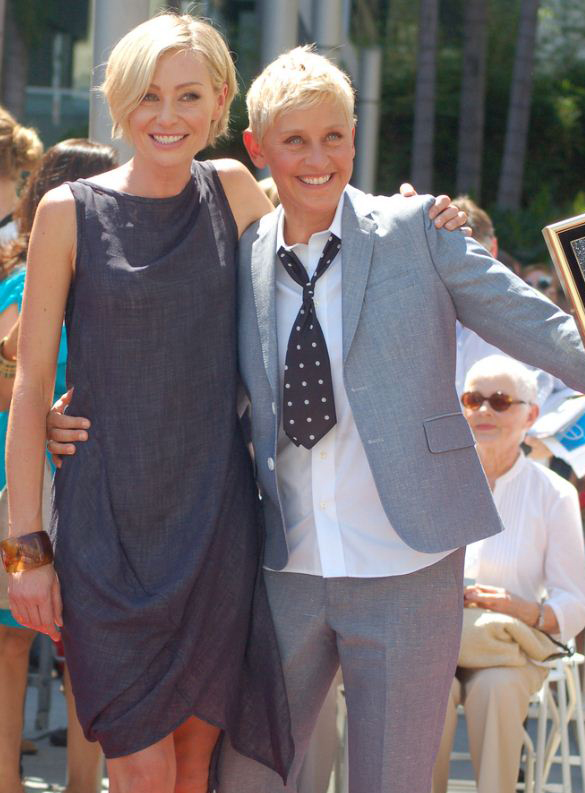
La superpareja lésbica Portia de Rossi (izquierda) y Ellen DeGeneres (derecha). De Rossi exhibe las características de una femme (o lipstick lesbian), mientras que DeGeneres exhibe los rasgos de una soft butch.

Butch (término inglés para la mujer que se comporta masculina) y femme (término francés para mujer femenina) son dos términos empleados frecuentemente en la subcultura lésbica, sáfica y gay para describir la transformación queer de las funciones sociales de género tradicionales de la masculinidad y la feminidad en Occidente. Femme también se emplea frecuentemente en la comunidad transgénero.

## Etimología
La palabra femme es tomada del francés, significa mujer y la palabra butch del inglés significa macho, una posible variante de la palabra butcher. El símbolo usado para identificarse como butch es un triángulo negro cruzado con un círculo, fue diseñado por el diseñador Daddy Rhon y usado por primera vez en su sitio web.

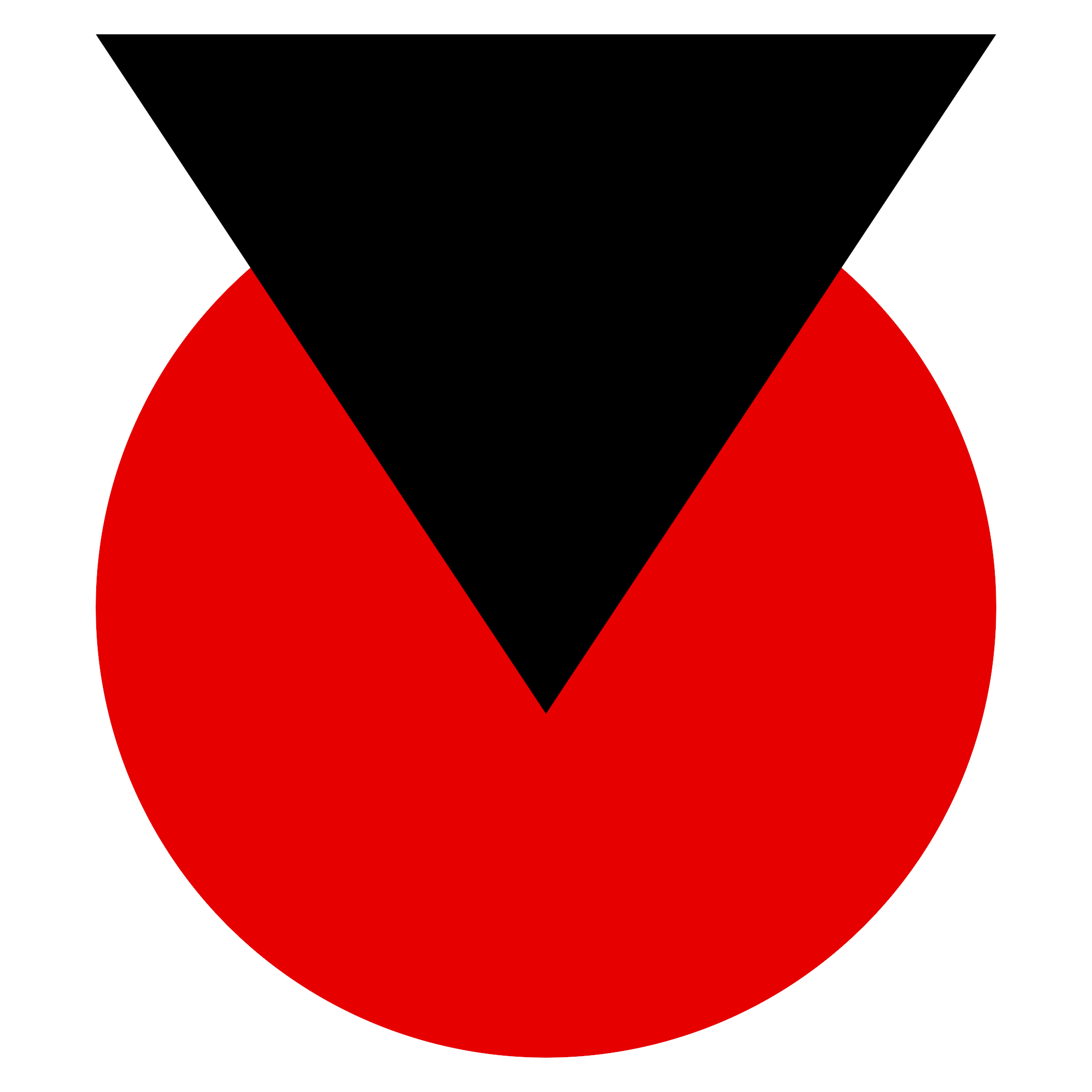
Símbolo Butch y femme creado por Daddy Rhon

## Historia

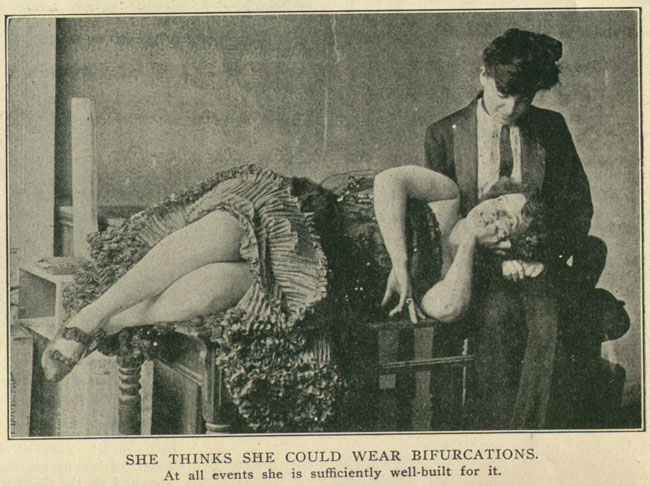
Una pareja butch y femme de época, en 1903.

Se sabe que los códigos de vestimenta butch-femme se remontan al menos al comienzo del siglo XX y quedan en evidencia con fotografías de la década de 1910-1920 en los Estados Unidos. Sin embargo, de acuerdo con la Routledge International Encyclopaedia of Women, aunque las mujeres de clase alta como Radclyffe Hall y su amante Una Troubridge vivían juntas en uniones que parecían relaciones butch-femme, dicho término era incomprensible para ellas, pues no existía.
Las lesbianas butch y femme recién comenzaban a hacerse evidentes en la década de 1940, ya que comenzó a ser común permitir a las mujeres entrar en  bares sin hombres. La mayoría de las mujeres butch tenían que usar vestidos convencionalmente femeninos para mantener sus trabajos, poniéndose camisas y corbatas sólo los fines de semana para ir a bares o fiestas.
La década de 1950 vio el surgimiento de una nueva generación de chicas butch que se negaba a vivir una doble vida y vestía un traje casi a tiempo completo. Por lo general, esto las limitaba a algunos trabajos que no tenían códigos de vestimenta para las mujeres.
Su mayor visibilidad, combinada con la retórica anti-gay de la era McCarthy, llevó a un aumento en los ataques violentos contra mujeres homosexuales y bisexuales, mientras que al mismo tiempo, estas mujeres cada vez más fuertes y desafiantes se volvieron más dispuestas a responder con fuerza.
En la década de 1950, como parte de una serie de estudios, la organización a favor de derechos homosexuales ONE, Inc. asignó a Stella Rush para estudiar el fenómeno butch/femme en bares gay. Rush informó que las mujeres tenían opiniones firmes, que "las distinciones de roles debían dibujarse con nitidez", y que no ser uno u otro recibía una fuerte desaprobación por parte de ambos grupos.

## Características

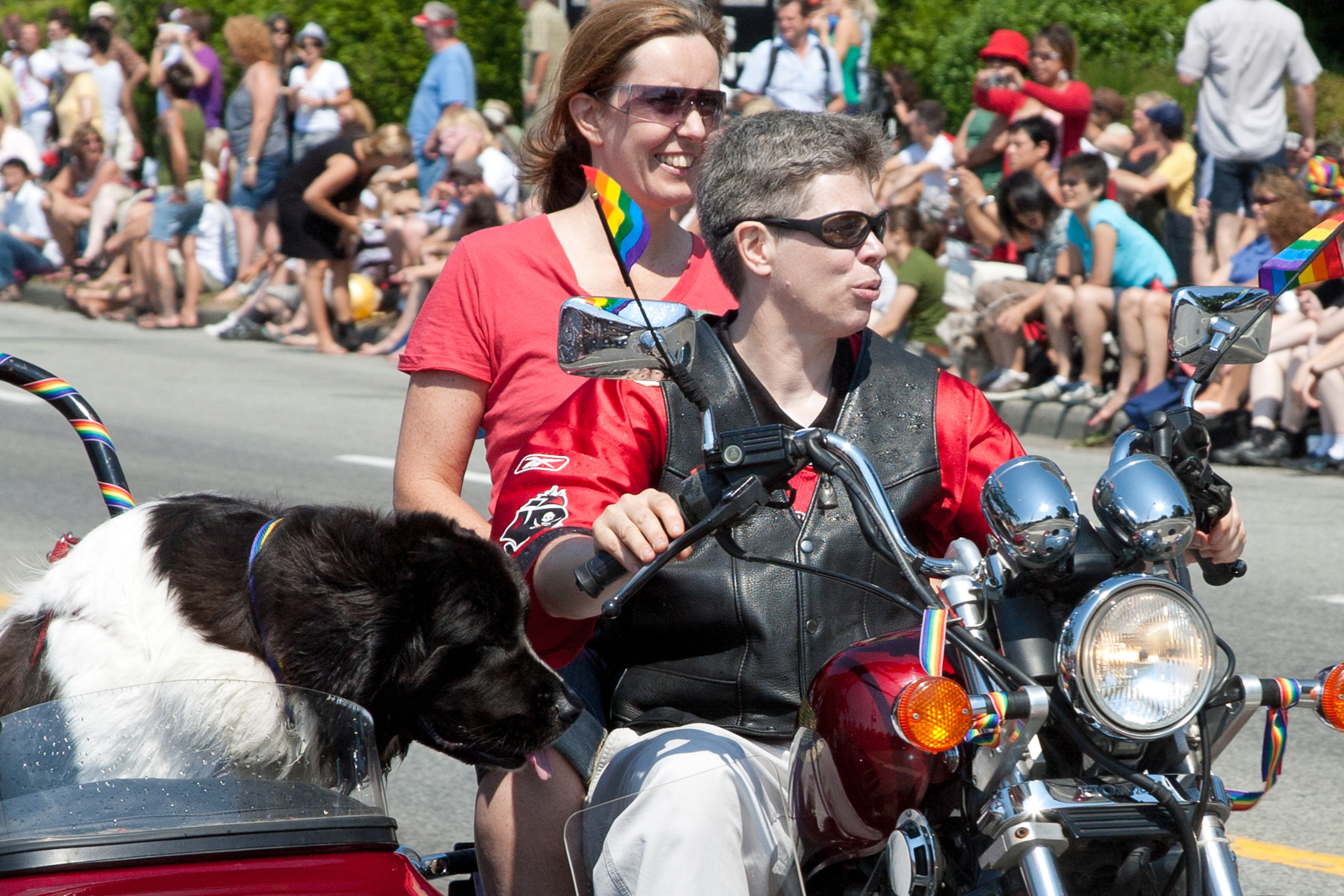
Una pareja en el desfile del orgullo en Vancouver en 2009.

Los términos butch ("machona") y femme (mujer) se emplean de manera frecuente para describir a lesbianas, aunque ocasionalmente también se emplea femme para hombres gays. Los estereotipos y definiciones de butch y femme varían mucho, incluso dentro de la comunidad lesbiana y gay.
Autores como Sigmund Freud, Judith Butler y Anne Fausto-Sterling sugieren que butch y femme no son intentos de asumir las funciones tradicionales de género. En cambio, argumentan que el género es una construcción social e histórica, en lugar de ser natural o biológico. La historiadora Joan Nestle sostiene que ambos términos se pueden ver como géneros distintos en sí mismos.

### Butch
Las lesbianas butch tienden a demostrar la masculinidad mostrada por una mujer más allá de una marimacho (tomboy, en inglés). Una mujer butch podría compararse con un hombre afeminado en el sentido de que ambos están históricamente vinculados a las comunidades y estereotipos LGBT, sean o no los individuos en cuestión homosexuales.

### Femme

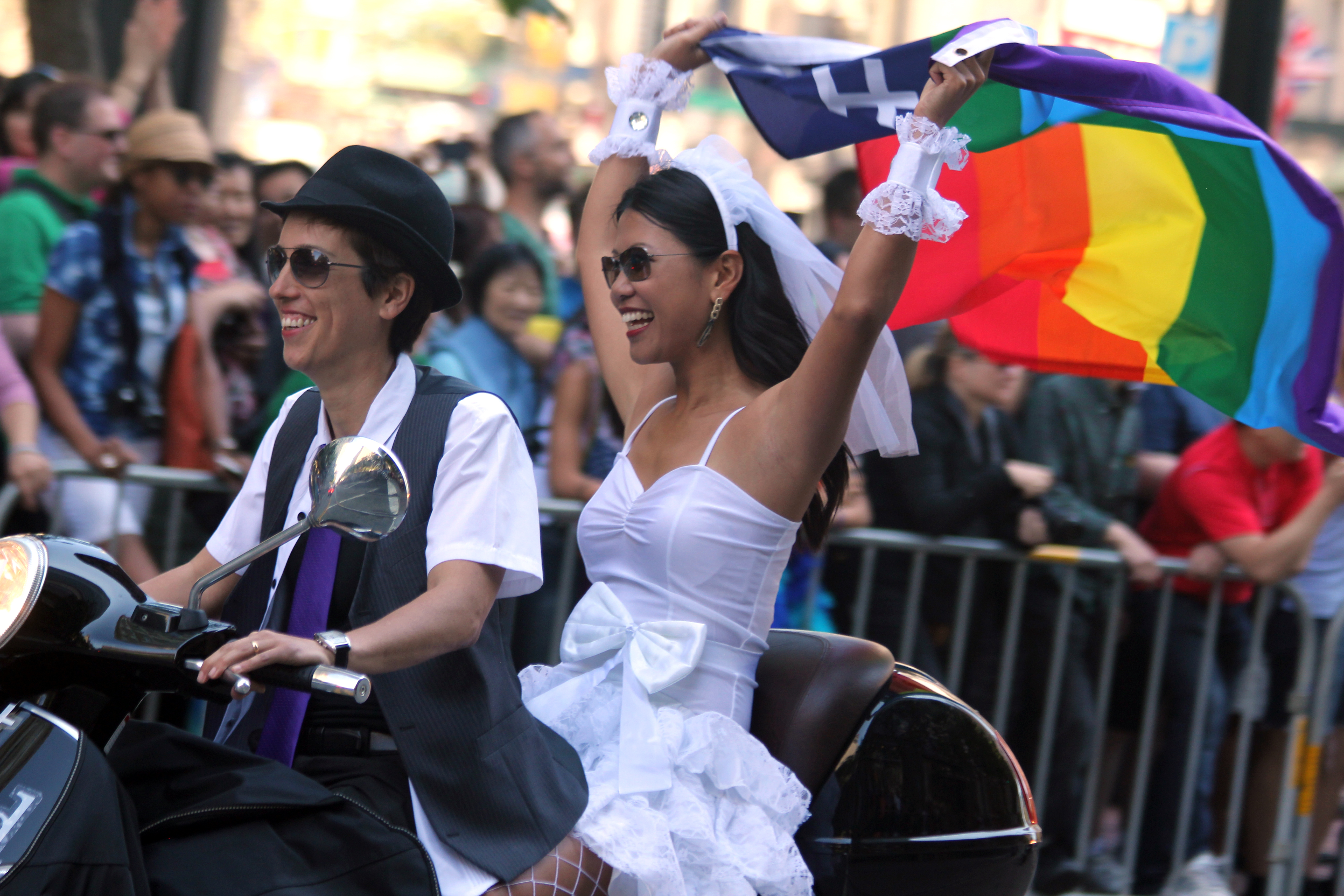
Chicas butch y femme recién casadas.

Las femme representan la parte femenina, tradicionalmente asociada a la mujer. También se conocen como lipstick lesbian. De manera tradicional se esperaba que la parte femme en una pareja de butch-femme actuara como una mujer femenina y brindara apoyo emocional a su compañera. En la primera mitad del siglo XX, cuando los roles de género de Butch-Femme estaban restringidos al ámbito clandestino, las mujeres podían pasar como heterosexuales debido a su conformidad de género.
En Negotiating Dyke Femininity, la autora Wendy Somerson, explica que las mujeres de la comunidad lésbica que son más femeninas y no encajan en el estereotipo de butch pueden pasar como heterosexuales. Ella cree que el vínculo entre la apariencia y su género no debería definir su sexualidad.